# Myxozoa
De Myxozoa vormen een groep van microscopische, parasitaire dieren die volgens de huidige inzichten behoren tot de neteldieren (Cnidaria). Tot de Myxozoa behoren de kleinst bekende diertjes: sommige soorten worden slechts 10 μm in lengte. Myxozoa komen wereldwijd voor in zowel zoet als zout water. Er zijn ruim 2100 soorten beschreven, maar verwacht wordt dat er nog tienduizenden niet zijn ontdekt. De naam myxozoa is afkomstig uit het Grieks en is samengesteld uit de woorden myx (slijm) en zoön (dier).
Hoewel de evolutionaire geschiedenis van Myxozoa nog niet geheel is ontrafeld, zijn er veel aanwijzingen dat het sterk gespecialiseerde neteldieren zijn die gedurende hun evolutie zijn veranderd van een vrijzwemmend, zelfvoorzienend kwalachtig wezen in een obligate parasiet, opgebouwd uit slechts enkele tientallen cellen.
Verondersteld wordt dat Myxozoa tijdens hun evolutie naar microscopische parasieten veel verschillende genen zijn verloren die verantwoordelijk zijn voor meercellige ontwikkeling, coördinatie, cel-cel-communicatie en zelfs, in een enkel geval, aerobe dissimilatie. De genomen van tegenwoordige Myxozoa behoren tot de kleinste genomen van alle bekende diersoorten.

## Beschrijving
Myxozoa zijn uiterst kleine dieren, de lichamen bereiken een lengte van ongeveer 10 tot 300 μm. Net als bij andere neteldieren hebben ze netelcellen (cnidocysten), die lange tijd aangeduid werden als "poolcapsules". Deze netelcellen kunnen bij contact een pijlvormig organel afvuren; sommige sporten injecteren daarbij ook een gifstof in de gastheer. Het organel is niet harpoenvormig (hebben geen haken of weerhaken) en zijn bij sommige soorten elastischer dan bij andere neteldieren.
Myxozoa hebben gedurende hun evolutie verschillende lichaamsstructuren verloren, zoals epitheel, een zenuwstelsel, gastrovasculaire holte en trilharen (cilia). De meeste hebben ook geen spieren, sommige vertegenwoordigers van Malacosporea hebben hun spiercellen behouden. Myxozoa ondergaan geen embryogenese gedurende hun ontwikkeling en hebben geen echte gameten. Ze planten zich voort met behulp van meercellige sporen. Celdeling vindt inwendig plaats.

## Levenswijze
De Myxozoa hebben de aandacht op zich gevestigd omdat ze veel commerciële vis infecteren zoals zalm en forel. Veel Myxozoa hebben een levenscyclus met twee gastheren, een vis en een ringworm (Annelida) of mosdiertje (Bryozoa). Infectie vindt plaats door sporen die bestaan uit een of twee sporoblasten en een of twee capsules met uitsteeksels die zicht aan de gastheer hechten. De sporoblasten kruipen dan door de huid en ontwikkelen zich tot meerdere cellen met meerdere kernen. Hieruit kunnen zich weer nieuwe sporen ontwikkelen.

## Fylogenetische indeling
Oorspronkelijk werden de Myxozoa ingedeeld bij de protozoa. Na onderzoek aan de hand van DNA-sequencing werd bewezen dat ze afstammen van meercelligen, waardoor de Myxozoa in het dierenrijk werden geplaatst. Lange tijd was de fylogenetische positie niet duidelijk. Er werden aanwijzingen gevonden voor verwantschap met de neteldieren. Op basis van onderzoek in 2002 aan de voorheen nergens ingedeelde wormachtige Buddenbrockia plumatellae, werd de conclusie getrokken dat dit dier tot de Myxozoa moet worden gerekend, en dat de Myxozoa tot de Bilateria behoren. Een extra aanwijzing daarvoor is dat er bij Myxozoa hoxgenen werden gevonden, die wezen op een verwantschap met Bilateria.
In 2007 werden de tegenstrijdigheden opgehelderd. In het oorspronkelijke experiment werden monsters gebruikt die verontreinigd waren met weefsel van de gastheer, waardoor een foutieve fylogenetische positie werd vastgesteld. Een zorgvuldiger onderzoek van 50 coderende genen uit Buddenbrockia bevestigde dat het ging om een vertegenwoordiger van de neteldieren, met Medusozoa als nauwst verwante taxon.

## Taxonomie
De Myxozoa worden onderverdeeld in twee klassen:
- Malacosporea
- Myxosporea

De klasse Actinosporea is afgeschaft en wordt gezien als een specifieke verschijning in de levenscyclus van de Myxosporea.